# Rachel Kramer Bussel

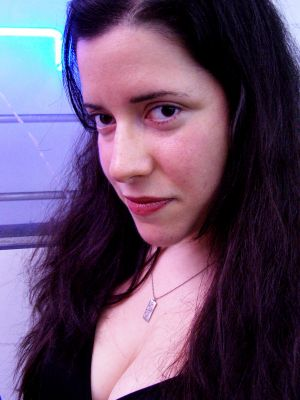
Rachel Kramer Bussel, vor 2007

Rachel Kramer Bussel (* 10. November 1975) ist eine US-amerikanische Autorin, Bloggerin, Herausgeberin und TV-Persönlichkeit in New York, die sich vor allem mit den Themen Sex und Erotik – und hier insbesondere mit BDSM und lesbischen Themen – beschäftigt.

## Leben
Sie studierte u. a. an der New York University School of Law und erwarb einen Abschluss der University of California, Berkeley in Politischen Wissenschaften und Frauenstudien.
Bisher gab sie über 60 Anthologien heraus, darunter Best Sex Writing 2008, 2009 und 2010, Peep Show, Bottoms Up, The Mile High Club, Do Not Disturb und Dirty Girls.
Sie schrieb das Buch The Lesbian Sex Book: A Guide for Women Who Love Women (2003, gemeinsam mit Wendy Caster). Ihre erotischen Kurzgeschichten erschienen in über 100 Anthologien, z. B. in Best American Erotica 2004 und 2006. Sie ist Senior Editor des Magazins Penthouse Variations, Redakteurin des Penthouse-Magazins und verantwortete die erotische Lesereihe In The Flesh.
Sie schrieb die populäre Kolumne Lusty Lady für Village Voice, daneben schrieb sie u. a. für AVN, Bust, Cosmo UK, Gothamist, Mediabistro, Metro, Newsday, New York Post, Penthouse, San Francisco Chronicle, Time Out New York, Zink und andere Publikationen. Ihre Blog-Beiträge erscheinen u. a. bei Lusty Lady und Cupcakes Take the Cake.
Sich selbst bezeichnet sie als bisexuell, Zitat: I think ideally I'd like to have a male lover and a female lover, either a triad situation or one on one.